# Service de renseignement et d'action
 (novembre 2016).
Ne doit pas être confondu avec le Service de renseignement et d’action en France.

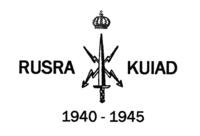
Royale Union des Services de Renseignement et d'Action

Le Service de renseignement et d’action (SRA) est regroupé sous son appellation des membres de la Résistance actifs en Belgique durant la Seconde Guerre mondiale.
La dénomination "Service de renseignement et d'action" ne recouvre donc pas un groupe ou une organisation particulière. Elle désigne globalement les différents réseaux de Services Spéciaux.

## Historique

### Réseaux
À l'issue de la guerre, les membres de différents réseaux de résistance firent l'objet d'une reconnaissance et obtinrent le statut d'Agent de Renseignement et d'Action (ARA). Cette reconnaissance est donc indépendante du réseau auquel étaient attachés les récipiendaires mais uniquement liée à la qualité exceptionnelle des services rendus. Ces agents ARA opéraient notamment dans les réseaux suivants:
- Renseignement militaire, économique et politique: le réseau Clarence, le Réseau Luc-Marc, Service de renseignement Zéro, Service Antoine, etc.
- Sabotage: le Réseau Luc, le Groupe G, le Service Antoine, etc.
- Évasion d'aviateurs, d'agents et de volontaires: le réseau Luc, Zéro, le réseau Comète, le réseau Pat O'Lary, etc.
- Contre-propagande: le réseau Carol, le réseau Samoyède, etc.
- Lutte contre la déportation des travailleurs et contre la livraison de produits: le réseau Socrate, le réseau Baboon-Othello, le réseau Manfriday, etc.
- Liaisons par radio et par voies terrestres ou aériennes en faveur des réseaux;
- Instruction à la guérilla au sein de certains mouvements de résistance armée tels que l'Armée secrète et le Front de l'Indépendance.
- Observations météorologiques (réseau BEAGLE) et diverses autres activités en faveur des armées alliées.

### Devise
La devise des agents était Potius mori quam foedari (Plutôt la mort que se déshonorer).

## La Royale Union des Services de Renseignement et d'Action
Le 30 septembre 1945, est fondée, à Bruxelles, l'Association des Agents de Renseignement et d'Action. Elle deviendra le 25 février 1998, la "Royale Union des Services de Renseignement et d'Action" - RUSRA sa mission étant de coordonner diverses actions en mémoire des 18 716 personnes reconnues comme agents de Renseignement et d'Action(A.R.A.).
L'Union des Services de Renseignement et d'Action (U.S.R.A.) regroupe les survivants des réseaux clandestins belges, ainsi que les veuves et les orphelins des agents exécutés ou morts en déportation.

## Le statut ARA
La fin de la guerre fut, du point de vue de la reconnaissance des mérites des uns et des autres une période difficile. Il fallait distinguer les membres occasionnels des réseaux de résistance, des "affiliés" de la dernière heure et ceux qui exercèrent «une activité militaire réelle et quotidienne en territoire occupé».
Ces derniers reçurent la reconnaissance officielle d'Agent de Renseignement et d'Action. Les critères d'attribution du statut furent drastiques et sur 45 000 dossiers rentrés, seuls 18 561 firent effectivement l'objet d'une reconnaissance. 35 % d'entre elles ont été attribuées à titre posthume.

### Officiers ARA, sous-officiers et auxiliaires
Des grades militaires - bien réels - furent attribués aux personnes s'étant particulièrement distinguées dans la résistance. Les responsables de grands réseaux (un colonel (Walthère Dewé à titre posthume) et six lieutenants-colonels (Jean Burgers, à titre posthume, Andrée De Jongh, Hector Demarque, Emmanuel Jooris, à titre posthume, Fernand Kerkhofs et Max Londot), les adjoints importants (50 majors dont un quart à titre posthume, 190 capitaines dont un quart à titre posthume), les chefs de section ou les chargés de mission importantes (1291 lieutenants ou sous-lieutenants dont 47 % à titre posthume), soit 1 538 personnes qui reçurent ainsi une reconnaissance officielle via leur statut ARA. 3 573 autres résistants reçurent le grade d'adjudant (sous-officiers ARA). Enfin, 13 450 membres des différents réseaux de résistance furent reconnus auxiliaires de première ou de deuxième classe.

#### Officiers ARA
- Edouard Cleeren, lieutenant ARA, allias Bravery, chef du réseau Brave.
- Marie-Louise Hénin, Lieutenant ARA, "Colas", réseau Zéro.
- Albert Ancia, capitaine ARA Mission Marathon, chef de cette mission en Belgique[4]
- Léon Paul Calmeau, capitaine ARA, chef du secteur Luxembourg du réseau Clarence, mort en captivité le 17 mars 1945[5]
- Baron Roger Coekelbergs (1921-2021), Capitaine ARA
- Jean, Auguste, Jules, Norbert Cornez, réseau Zéro. Élevé au grade de Capitaine à titre posthume, avec la citation : " Volontaire pour une mission spéciale en territoire occupé, fit preuve au cours de son accomplissement du plus grand courage et d'un mépris complet du danger. Arrêté par l’ennemi, il opposa à ses interrogateurs un mutisme total et mourut en brave, fusillé le 3 octobre 1942."
- Mathieu De Jonge, (1911-1944), Major ARA a titre posthume, réseau Zéro, Directeur de La Libre Belgique clandestine, assassiné à Mauthausen
- Janine De Greef, alias Jeanine, (1925-2020), lieutenant. Membre du réseau Comète.
- François De Kinder (1897-1944), major ARA, exécuté sans jugement à Fleury-devant-Douaumont[6]
- Paul-Charles Désirant, sous-lieutenant ARA Clarence, père de l'abbé Paul René Désirant, adjudant ARA Clarence qui a été fusillé à la citadelle à Liège le 31 août 1943[7]
- René Gobert (1894-1943), ancien combattant de 1914, lieutenant ARA
- Marie-Claire Waterloos (1893-1978), lieutenant.
- Jean Coyette (1906-1973), capitaine.
- Louis Woot de Trixhe (1920-1998) lieutenant section "Narval".
- Etienne Plissart (1914-2017) , lieutenant. Service de Renseignement et d’Action «Othello».
- Jean-Marie Derscheid (1901-1944), lieutenant. Membre du réseau ABC.
- Gérard Willemot (1901- 1945), lieutenant. Membre du réseau LUC-MARC.
- André d'Oultremont (1922- 2014), lieutenant.
- Émile de Le Hoye (1896-1944), lieutenant.
- Francis Cogels (1914-1944) lieutenant, commandant de secteur de l'Armée secrète.
- Cécile van Nerom (1897-1945) lieutenant, membre du réseau Comète.
- Thérèse Minette (1865-1963), capitaine, membre et doyenne du réseau Clarence.
- Louise de Landsheere (1908-1989), capitaine.
- Albert Mélot (1915-2010), capitaine.
- Georges Marchand (1911-1990), capitaine.
- Jacques Le Grelle (1904-1990), capitaine. Membre du réseau Comète.
- Philippe de Liedekerke (1915-1997) capitaine. Membre du réseau Socrate.
- Henri-Joseph Hourman (1910-1956). capitaine. Réseau Les Affranchis.
- Albert Greindl (1914-1991) dans le réseau "Burt", "Mai", "Parapluie", "Desmedt", capitaine. Membre du réseau Comète.
- Ghislaine de Menten de Horne (1908-1995), capitaine. Membre du réseau LUC-MARC.
- Geneviève Janssen-Pevtschin (1915-2011) capitaine, Membre du réseau Zéro[8].
- Constant Hubin, dit "L'invalide" (1893-1947), capitaine, commandant du secteur VN/RY.
- Emmanuel Jooris, dit "Emmanuel Vincent", (1914-1945), lieutenant-colonel, réseau Brise Botte.
- Pierre Jooris (1909-1943), dit "Jacques Luncq" (1909-1943), capitaine, membre du réseau Zéro-France.
- Antoine Jooris (1911-1994), major, réseau Brise Botte.
- Christian Jooris (1905-1994), dit "Henri", major, réseau ZIG.
- Marie-Thérèse Jooris (1915-2006), lieutenant, réseau ZIG.
- Frédéric de Peñaranda de Franchimont, dit "Breydel", capitaine, réseau ZIG
- André Rostenne (1911-2007), major, réseau Zéro.
- Charles de Hepcée (1911-1944), "Charley Halloy" dans la clandestinité, major. Membre du réseau Zéro.
- Antoine d'Ursel, dit "Jacques Cartier" (1896-1943), major. Membre du réseau Comète.
- Andrée Eugénie Adrienne De Jongh, dite "Dédée" (1916-2007), lieutenant-colonel. Membre du réseau Comète.
- Frédéric De Jongh dit : " Paul, Detournay, Kiki, De Ridder, De Keyser, Le Professeur'. (1887-1944), major ARA. Lieutenant-Colonel FFC.
- Jean de Blommaert, (1915-1983), capitaine, Réseau Comète.
- Ferdinand Erkens (1890-1961), lieutenant dans le service de renseignements et d'actions "Mill". Officier principal de la police SNCB de Mons. Ancien déporté de la guerre 1914-1918. Trésorier de l'USRA. Décoré de l'Ordre de la Couronne  avec palmes, croix de guerre avec palmes.
- Pierre Bouriez,dit "Sabot", major ARA ( réseau "Sabot")
- Pierre de Stexhe, dit "Raymond", dit "Léopold", dit "Pierre Labbé", réseau Sabot, adjoint du major Bouriez, déportée Nuit et Brouillard, lieutenant SRA.

#### Sous-Officiers
- René Patricius Fernandus Kempeneers (1914-1968), Adjudant.
- Jacques Hubrecht (1921-1985), auxiliaire.
- Françoise de Brouwer (1910-2003), auxiliaire.
- Marcel Saublens (1910-1989), sergent.
- Louis Derasse (1910-1945), adjudant.
- Geneviève de Behault, née de Wavrin Villers-au-Tertre (1893-1945), adjudant, réseau Bayard[9].
- Abbé Pierre Davignon (1912-1945), adjudant[9].
- Jean de Pierpont (1910-1998), adjudant.
- François (Franz) Schmitz, adjudant.
- Marianna de Vaulx de Champion (1879-1945), adjudant.
- Jean de Radiguès de Chennevière (1893-1983), adjudant.
- Simone de Sélys Longchamps (1912-1983), adjudant.
- P. Georges Passelecq, osb (1909-1999), adjudant. Service: Martiny Section Daumerie-Cleempoel
- Jean-Marie Derscheid (1904-1944), adjudant.
- Isabelle de Marote de Montigny (1878-1945) adjutante.
- Geneviève (Géva) Bribosia (1906-1998), adjudant.
- Léon Hecq (1885 - 1954), adjudant.
- Lucienne Slypsteen (Luly), née Poncin (1923 - 2008), adjudante, réseau Boucle.